# Szent Borbála
Szent Borbála (3. század – 306. körül, Nikomédia) a bányászok, kohászok, tüzérek, építészek, tűzszerészek, ágyú- és harangöntők védőszentje, keresztény vértanú, a tizennégy segítőszent egyike. Nemzetközileg a Szent Barbara névalak ismert (Magyarországon ezt nem használják), az ortodox kereszténységben Barbara nagyvértanú.
Sem az autentikus kora keresztény írások, sem a (tévesen) Szent Jeromosnak tulajdonított Martirologium eredeti változata nem említi. Életére a legkorábbi utalások csak a 7. században bukkannak fel, és különösen keleten a 9. századtól volt általános a tisztelete. A késő középkorban a kultusza nagyon népszerűvé vált, különösen Franciaországban.
Életének történetét a mai kutatók nem tekintik valóságnak. A legendája történetiségével kapcsolatos kétségek miatt  a liturgikus naptár 1969-es revíziója során eltávolították a római általános naptárból, bár a katolikus egyház szentjeinek listájában meghagyták. Addigra kulturális beágyazottsága annyira megerősödött, hogy kultusza nem szűnik és ezt a katolikus egyház sem ellenzi azt.
Mivel legendája a villámlással kötődik össze, kultusza különösen az olyan szakmákkal forrott össze, amelyek a robbanással, tűzzel valamilyen kapcsolatban állnak. A róla szóló 15. századi francia munkák közül az egyikben neki tulajdonított 13 csoda egy része arra a hitre épült, hogy tisztelői nem halnak meg gyónás és a betegek kenete felvétele nélkül. A művészek gyakran ábrázolták úgy, hogy kezében cibórium (kehely), amely felett ostyát tart. A keresztény kultúrkörben, Magyarországon is, gazdag néphagyománykincs kapcsolódik nevéhez.

## Legendája
Neve a „pogány” jelentésű Barbarus név nőnemű megfelelője. (Ennek azért van jelentősége, mivel történetének kulcsmotívuma, hogy a legendákban Dioscurusnak nevezett apja pogány volt.) Az életéről szóló legendák több változatban terjedtek el, amelyek több ponton ellentmondanak egymásnak. Egyes változatok szerint Antiochiában, mások szerint Héliopoliszban élt. A császár, akinek idején vértanúságot szenvedett, Maximinus Thrax (235 – 238), Maximianus (286–305) vagy Maximinus Daia (308–313), halálának helye Nikomédia, Toszkána, vagy Róma.

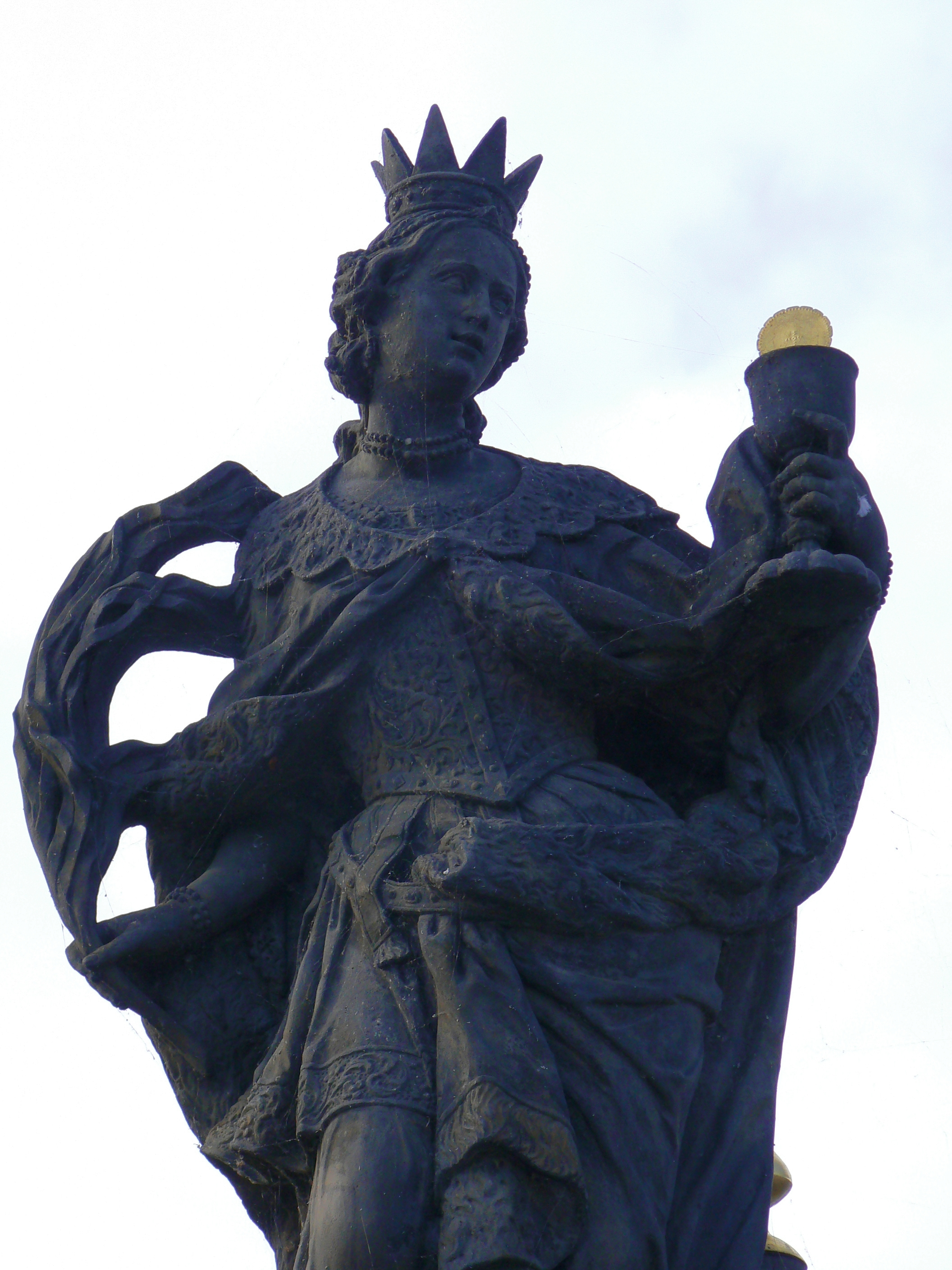
Szent Barbara szobra a prágai Károly hídon (Jan és Ferdinand Brokoff műve, 1707)

Közös motívum, hogy apja pogány volt és hogy megóvja, egy toronyban nevelte. Mégsem tudta teljesen elzárni a világtól, Borbála titokban kereszténnyé lett. Amikor valaki apján keresztül megkérte a kezét, Borbála visszautasította. Egyszer, amikor apja elutazott, megparancsolta, hogy lakóhelye közelében fürdőt építsenek Borbálának két ablakkal. Távollétében Borbála elérte, hogy a Szentháromság szimbólumaként három ablak épüljön. Apja visszatértekor bevallotta neki, hogy már keresztény. Ez akkor a Római Birodalomban bűnnek számított. Apja már kihúzta kardját, hogy megölje, de Borbála imái segítettek, megnyílt a fal és egy hegyre jutott, ahol pásztorok legeltették nyájukat. Apja ekkor üldözésére indult, és elfogta, miután az első pásztor, akivel Dioscurus találkozott, nem árulta el Borbálát, de a második igen.
A provincia praefectusa, Martinianus elé vitték, aki kegyetlenül megkínoztatta, de Borbála hű maradt a hitéhez. Újabb és újabb csodák történtek, például éjszaka fénnyel telt meg a sötét börtön, sebei minden reggelre begyógyultak és a fáklyák, amelyekkel kínozni akarták, kialudtak, mielőtt hozzáérhettek volna. Ruhátlanul kipellengérezték a város piacán, de a földből felszálló köd és az égből leszálló felhő ruhaként elfedte testét.
Végül lefejezésre ítélték. Apja maga hajtotta végre az ítéletet. Isteni büntetésként, amikor hazafelé tartott, villám sújtotta halálra, és testét „elemésztette”. Borbálát egy keresztény, Valentinus temette el a vele együtt lefejezett Juliannával együtt, és sírja csodák színhelye lett.
A középkori városok lőportornyait gyakran nevezték el róla, hogy a szent segítsen megóvni a veszélyes anyagot a robbanástól.
Legendáját magyarul először Temesvári Pelbárt (1435–1504) minorita szerzetes jegyezte le. Életének története az Érdy-kódexben is olvasható.